# Ciutat de la Justícia de Barcelona i l'Hospitalet de Llobregat
La Ciutat de la Justícia de Barcelona i l'Hospitalet de Llobregat o più brevemente Ciutat de la Justícia, è un complesso di edifici in cui si concentrano l'intero partido judicial  dell'Hospitalet de Llobregat e la maggior parte degli organi giudiziari del partido judicial di Barcellona. Si tratta dell'opera civile più importante del Piano d'infrastrutture giudiziaire del Dipartimento di giustizia della Generalitat de Catalunya. Il complesso è stato progettato dagli architetti David Chipperfield e Fermín Vázquez con la collaborazione di Agustí Obiol.

## Descrizione

Logo della Ciutat de la Justícia

Il complesso si trova a cavallo dei territori municipali dell'Hospitalet de Llobregat e di Barcellona, nei pressi della Plaça d'Ildefons Cerdà, tra l'Avinguda de la Gran Via, il carrer de Juan Gris, l'avinguda del Carrilet e il carrer de l'Aprestadora. Gli edifici giudiziari di Barcellona sono situati al numero 111 della Gran Via mentre quelli dell'Hospitalet sono al numero 2 dell'Avinguda del Carrilet.
L'inaugurazione ufficiale è avvenuta il 2 maggio 2009 ma già da febbraio 2008 erano operativi gli organi giudiziari dell'Hospitalet de Llobregat nell'Edificio H e dalla fine di dicembre 2008 la sede centrale dell'Istituto di medicina legale della Catalogna nell'Edificio G. Il trasferimento degli altri organi giudiziari di Barcellona si è completato nell'ultimo trimestre del 2009, con l'eccezione dell'Audiencia Provincial (tribunale provinciale), unico organo giudiziario di Barcellona che non è stato trasferito.
Gli organi ospitati comprendono i tribunali del partit judicial dell'Hospitalet de Llobregat; i tribunali di primo grado, i tribunali mercantili, i tribunali d'istruzione, i tribunali penali, i tribunali di vigilanza penitenziaria, quelli per la violenza sulle donne e il tribunale minorile di Barcellona; la dogana e l'Agenzia delle entrate provinciale di Barcellona e l'Istituto di medicina legale della Catalogna.
Oltre a questi organi, sono ospitati anche gli uffici dei servizi collegati come l'Ufficio di attenzione alle vittime e i servizio di mediazione e consulenza tecnica, di consulenza e mediazione familiare e di consulenza penale per gli adulti.

## Altri servizi
In aggiunta agli organismi giudiziari e amministrativi, due edifici del complesso sono destinati esclusivamente ad uso di uffici e per locali commerciali; si tratta dell'Edificio D, situato vicino all'Avinguda del Carrilet e dell'Edificio J, vicino alla Gran Vía.
La Ciudad de la Justicia dispone inoltre di un parcheggio sotterraneo con 1600 posti auto e 175 posti moto, disponibili in affitto anche per privati, lavoratori e aziende. 
Il complesso è ben servito dai mezzi pubblici e da due fermate della metropolitana, Ciutat de la Justícia sulla linea 10 Sud e Ildefons Cerdà sulla linea 8.